# گومراماخی
گومراماخی (به لاتین: Gumramakhi) یک منطقهٔ مسکونی در روسیه است که در شهرستان آگولسکی واقع شده‌است.